# Norrington Manor
Norrington Manor es una casa señorial medieval ubicada en Alvediston, a unos 18 km (11 millas) al oeste-suroeste de Salisbury, en el condado inglés de Wiltshire. Es un edificio catalogado como de Grado I.

## Descripción
Nikolaus Pevsner describe la casa como «una supervivencia afortunada». Algunas características de la casa datan de finales del siglo XIV, mientras que otras pertenecen a los siglos XV, XVI, XVII y XIX. Los muros principales están hechos de piedra caliza labrada, bajo un techo de tejas con chimeneas de sillería.
Hay un salón de tres naves del siglo XIV (con un techo posterior) y un pasaje transversal flanqueado por alas transversales del siglo XVII, además de una sección delantera del siglo XVI. Un pórtico del siglo XV, situado a la derecha de la fachada principal, tiene un arco apuntado.
La casa cuenta con una cripta del siglo XIV y un solar del siglo XVII en el extremo oeste del salón. En el interior del salón se encuentra una chimenea de piedra con arco Tudor. En el ala este, hay una escalera de caracol del siglo XVII con balaustres torneados.
La casa fue designada como un edificio catalogado de Grado I en 1966.

## Propietarios
La casa actual tiene sus orígenes en una casa señorial probablemente construida por John Gawen, un destacado político local y magistrado, que adquirió la propiedad en 1377.
En 1658, la mansión fue adquirida como residencia por Sir Wadham Wyndham (1609–1668), un juez del Tribunal del Rey (King's Bench) y noveno hijo de Sir John Wyndham (1558–1645) de Orchard Wyndham, Somerset.
La familia Wyndham realizó modificaciones en la casa durante el siglo XVII.